# Méline Rollin
Méline Rollin, née le 17 juin 1998 à Villers-Semeuse, est une athlète française spécialiste des courses de fond.

## Biographie
Elle se classe 42e des Championnats d'Europe de cross-country 2017 et 35e de l'édition 2019. Elle remporte cette même année le titre de championne de France espoir du 5 000 mètres Elle atteint la 25e place en individuelle et la 7e par équipes lors des Championnats d'Europe de cross-country 2021.
En octobre 2023 à Riga au cours des championnats du monde de course sur route, elle se classe 18e de l'épreuve du semi-marathon en portant son record personnel à 1 h 10 min 35 s.
Le 18 février 2024 lors du Marathon de Séville, Méline Rollin établit un nouveau record de France du marathon en 2 h 24 min 12 s, abaissant de 10 secondes le record de Christelle Daunay datant de 2010. Ce record sera battu l'année suivante à Séville par Manon Trapp.
Le 14 avril 2024 elle remporte à Roanne le championnat de France du 10 km en 32 min 52 s tout en battant son record personnel.

## Records
| Épreuve       | Temps           | Lieu    | Date             |
| ------------- | --------------- | ------- | ---------------- |
| 10 kilomètres | 32 min 52 s     | Roanne  | 14 avril 2024    |
| Semi-marathon | 1 h 10 min 35 s | Riga    | 1er octobre 2023 |
| Marathon      | 2 h 24 min 12 s | Séville | 18 février 2024  |